# 民族教會
民族教会是指与特定民族族群或民族國家有关的基督教会。这个想法在19世纪现代民族主義兴起的时候得到了广泛的讨论。